# Museo provincial de Estocolmo
El Museo provincial de Estocolmo – en sueco: Stockholms läns museum  – es un museo dirigido a  ”mostrar a la herencia cultural, el arte y la historia de la provincia de Estocolmo”. Está situado en la ciudad  de Estocolmo.
El museo dispone de una exposición permanente y exhibe exposiciones temporales en varias localidades de la provincia, con la salvedad de la propia ciudad de Estocolmo.
Está en curso una reorganización completa del museo, con el abandono del edificio actual, la concentración de exposiciones itinerantes y el aumento de actividades digitales.

## Galería

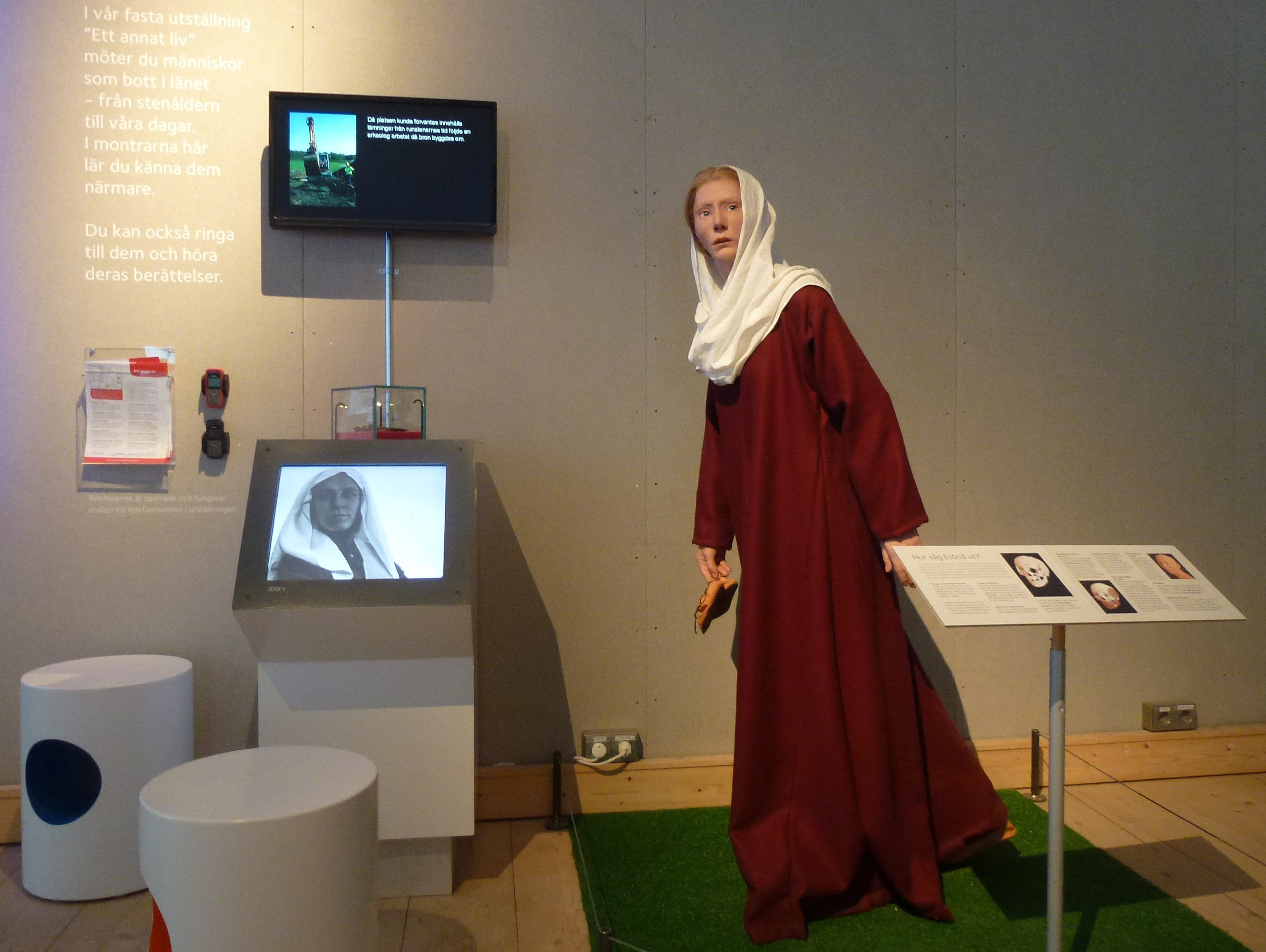
Reconstrucción de Estrid
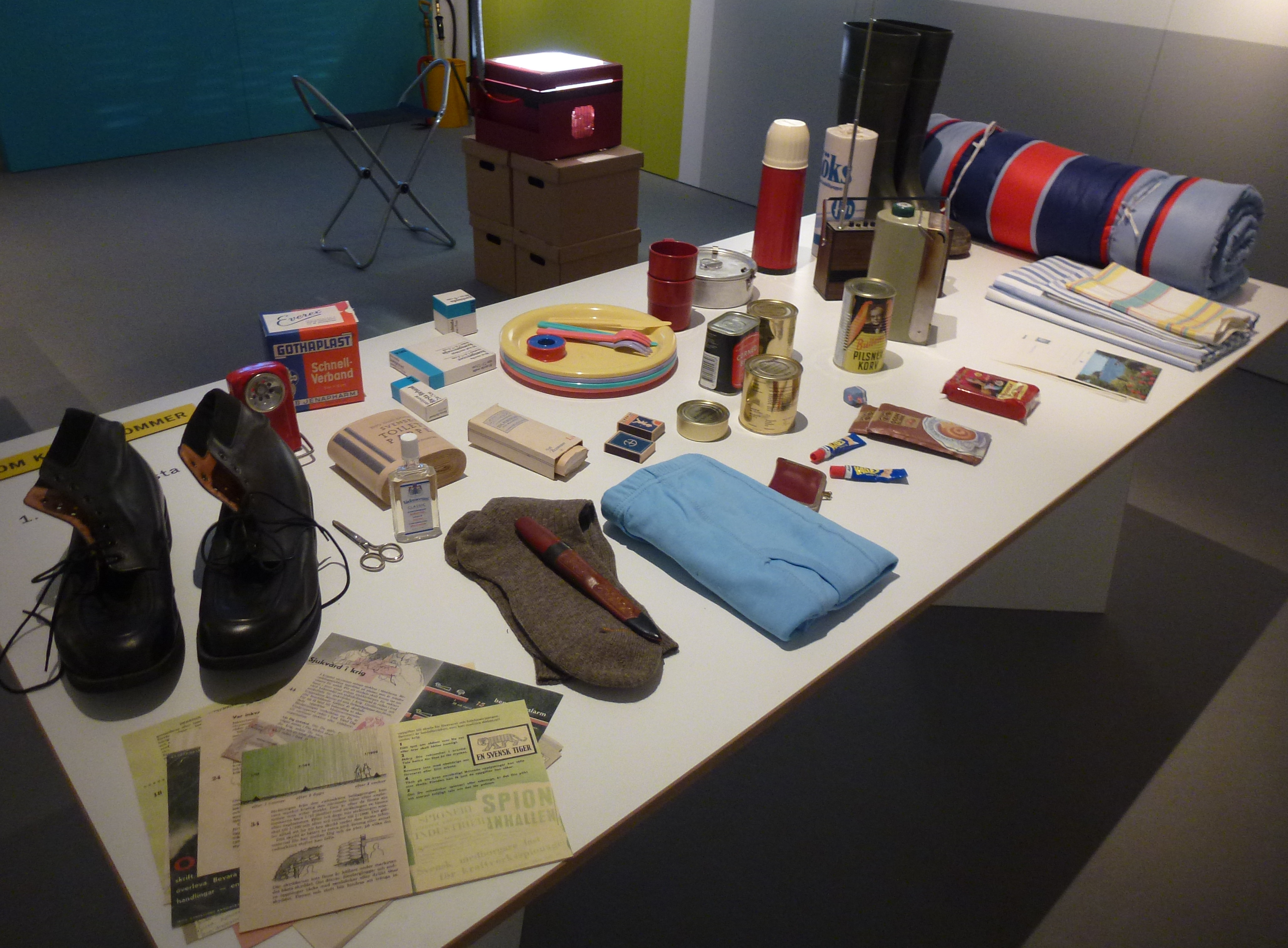
Bomba atómica sobre Estocolmo
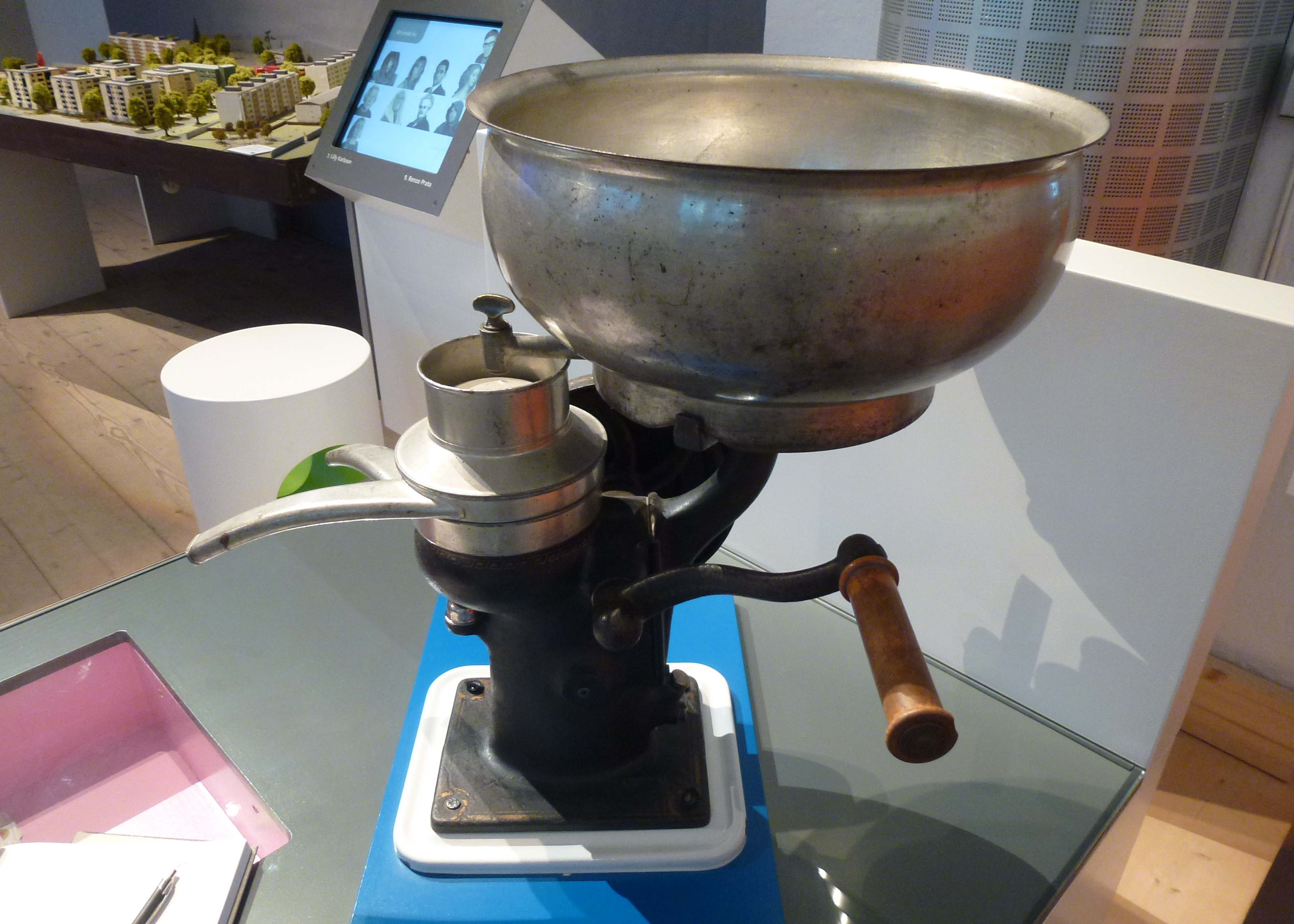
Desnatadora de Gustaf de Laval
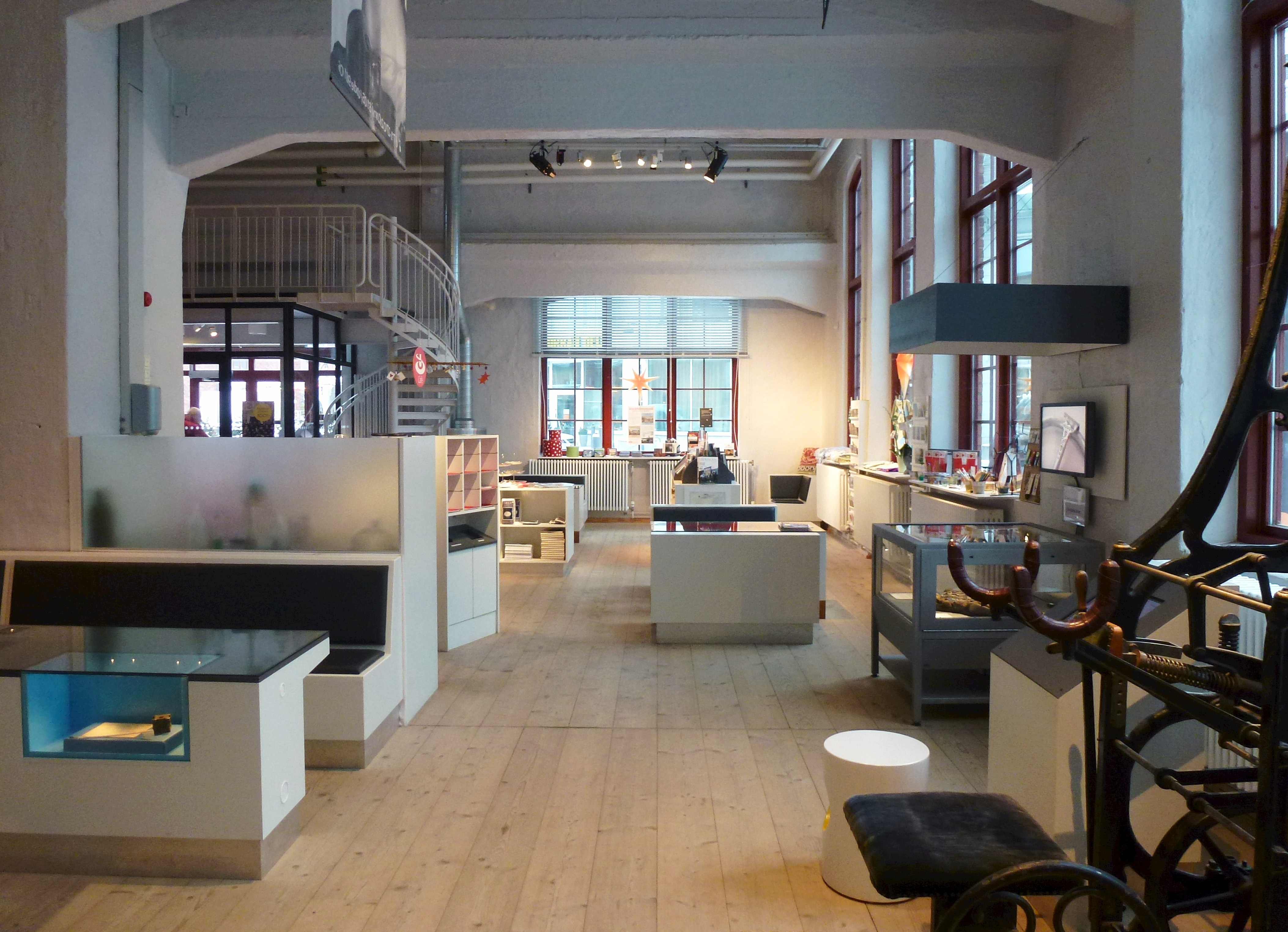
Taller de diésel